# 小原良公
小原 良公（おはら よしまさ、1989年〈平成元年〉9月5日 - ）は、日本の元プロバスケットボール選手。高知県出身。現役時代のポジションはガード。現在は、教師で、バスケットボール部の顧問をしている。

## 来歴
土佐市出身。小学1年生の時、ミニバスチームに所属していた兄の影響でバスケットを始める。
土佐市立高岡中学校を経て高知県立高知工業高等学校に進学。3年生時の2007年には高知県選抜チームのメンバーとして国民体育大会に出場。大会を5位で締めくくる。このときのチームメイトに平尾充庸や中島良史が居る。
2008年4月、大東文化大学に進学。3年生時の関東リーグ戦（2部）で全18試合出場し、優勝と入れ替え戦では最終戦で28得点で1部昇格に貢献。4年生時のリーグ戦も主力として全18試合に出場し4位。1試合平均10.3得点。同年のインカレではベスト8。
大学卒業後の2012年、関東実業団の葵企業に加入し、全日本実業団バスケットボール選手権大会に出場。
2014年7月、トライアウトを経てbjリーグのライジング福岡（現ライジングゼファーフクオカ）に入団した。背番号は学生時代と同じ13番。
2016年7月、B.LEAGUE B2の岩手ビッグブルズに移籍。岩手では2シーズン連続でB2リーグレギュラーシーズン全60試合に出場した。
2018-19シーズンは愛媛オレンジバイキングスと契約。B.LEAGUE通算1000得点を達成した。
2019-20シーズンはアースフレンズ東京Zと契約。同シーズン限りで引退。

## 記録
| シーズン         | チーム | GP | GS | MPG  | FG%  | 3P%  | FT%  | RPG | APG | SPG | BPG | TO  | PPG |
| ---------------- | ------ | -- | -- | ---- | ---- | ---- | ---- | --- | --- | --- | --- | --- | --- |
| bjリーグ 2014-15 | 福岡   | 46 | 23 | 18.6 | .353 | .294 | .765 | 1.7 | 1.2 | 0.4 | 0.1 | 0.6 | 3.8 |
| bjリーグ 2015-16 | 福岡   | 40 |    |      |      |      |      |     |     |     |     |     | 3.0 |
| B2 2016-17       | 岩手   | 60 |    |      |      |      |      |     |     |     |     |     | 6.3 |
| B2 2017-18       | 岩手   | 60 |    |      |      |      |      |     |     |     |     |     | 6.6 |
| B2 2018-19       | 愛媛   | 55 |    |      |      |      |      |     |     |     |     |     | 4.3 |
| B2 2019-20       | 東京Z  | 40 |    |      |      |      |      |     |     |     |     |     | 2.8 |